# باتريك تشونغ
باتريك تشونغ (بالإنجليزية: Patrick Chung)‏ هو لاعب كرة قدم أمريكية جامايكي، ولد في 19 أغسطس 1987 في كينغستون في جامايكا.

## وصلات خارجية
- باتريك تشونغ على موقع إي إس بي إن.كوم (أن.أف.أل)3
- باتريك تشونغ على موقع مرجع كرة القدم المحترفة.كوم (الإنجليزية)